# Spodnje Blato
Spodnje Blato este o localitate din comuna Grosuplje, Slovenia, cu o populație de 112 locuitori.